# Top Model Europe
Top Model Europe qui a permis de découvrir des modèles qui travaillent désormais pour Balmain, Louis Vuitton, Armani, D&G, JP Gaultier, Dior, Boss etc.,,,,,est un concours international de mannequins organisé chaque année en Europe.
Top Model Europe ouvre droit, pour les lauréats au titre annuel de Top Model Europe. Le concours est destiné aux filles et garçons âgés de 14 à 28 ans (Catégories Mannequins et Modèles Photos) et de 16 à 32 ans (Catégorie Modèles Sportifs).
Top Model Europe est considéré comme l’un des plus prestigieux concours pour modèles et mannequins en Europe,,,,,. Chaque année, Top Model Europe reçoit plus de 25.000 candidatures et entre dans le Top 3 des plus grands concours de modèles et mannequins au monde. Il est organisé dans 15 pays ainsi que dans les caraïbes.

## Histoire de Top Model Europe
Le comité Top Model Europe, fondé en 2011 par Fabio Anderson,, a chaque année pour mission, accompagné d’un jury de professionnel du milieu de la mode (agences de modèles et mannequins, créateurs, photographes et journalistes de mode) de sélectionner parmi les finalistes, celles et ceux qui présentent le plus grand potentiel pour débuter une carrière dans le milieu de ma mode.
Les candidat(e)s du concours Top Model Europe sélectionné(e)s lors des castings suivent plusieurs formations données par des coaches professionnels provenant de diverses disciplines artistiques et supervisées par un psychologue. Les lauréats du concours Top Model Europe rencontrent lors du parcours et des évènements, des agences, stylistes, créateurs de mode et photographes qui leur permettent de décrocher leurs premiers contrats,.
Le concours Top Model Europe organise également avec les lauréats des séjours à l'étranger lors desquels les modèles participent à des séances photos et/ou Fashion Weeks afin de faire leurs premiers pas sur les podiums de défilés professionnels,,.
Plusieurs lauréats et favoris du concours sont désormais mannequins professionnels et ont travaillé pour Dolce Gabbana, Balmain, Louis Vuitton, Giorgio Armani, Boss, ou encore Jean-Paul Gaultier,,,,

## Lauréats Top Model Europe
Les lauréats de Top Model Europe reçoivent chaque année, en plus de la visibilité auprès des partenaires, un séjour Fashion à l'étranger , afin de favoriser leur expérience et le début de leur parcours dans le milieu de la mode. Les lauréats de Top Model Europe se sont rendus en République Dominicaine pour participer en tant que mannequin à la Fashion Week de la République Dominicaine, l'évènement mode annuel le plus important des Caraïbes. Les Modèles sportifs participent également à la finale d'un concours mondial comme Men Universe Model ,,,.
Lauréats Top Model Europe - Catégorie Mannequin :
| Année | Nom                  | Pays     |
| ----- | -------------------- | -------- |
| 2020  | Joïlita Huyghebaert, | France   |
| 2020  | Quentin Soudan       | Italie   |
| 2019  | Amélie Zalaiti       | France   |
| 2019  | Amaury Bent          | Belgique |
| 2018  | Sony Roset           | France   |
| 2018  | Léa Vanderroost      | Belgique |
| 2017  | Loic Nirlo,          | France   |
| 2017  | Sihame Mouagni ,     | France   |
| 2016  | Adrian Krzyzanski    | Pologne  |
| 2016  | Marion Lefebvre      | France   |
| 2015  | Ulysse Freitas       | Suisse   |
| 2015  | Marigona Qorrolli ,  | Belgique |

Lauréats Top Model Europe - Catégorie Modèle Sportif :
| Année | Nom              | Pays     |  |
| ----- | ---------------- | -------- |  |
| 2020  | Samuel Phemius   | France   |  |
| 2019  | Angelo Rodrigues | France   |  |
| 2018  | Lalou Sitayeb    | France   |  |
| 2017  | Ayoub Taoumi     | France   |  |
| 2016  | Hamidoe Banor    | Belgique |  |
| 2016  | Julien Celette   | France   |  |
| 2015  | Ulysse Freitas   | Suisse   |  |

Lauréats Top Model Europe - Catégorie Modèle Photos :
| Année | Nom            | Pays     |
| ----- | -------------- | -------- |
| 2020  | Laura Seghers, | Belgique |
| 2020  | Emilien Molero | France   |